# Teratohyla
Genre
Teratohyla est un genre d'amphibiens de la famille des Centrolenidae.

## Répartition
Les cinq espèces de ce genre se rencontrent en Amérique centrale et dans le nord de l'Amérique du Sud.

## Liste des espèces
Selon Amphibian Species of the World (16 septembre 2014) :
- Teratohyla adenocheira (Harvey & Noonan, 2005)
- Teratohyla amelie (Cisneros-Heredia & Meza-Ramos, 2007)
- Teratohyla midas (Lynch & Duellman, 1973)
- Teratohyla pulverata (Peters, 1873)
- Teratohyla spinosa (Taylor, 1949)

## Publication originale
- Taylor, 1951 : Two new genera and a new family of tropical American frogs. Proceedings of the Biological Society of Washington, vol. 64, p. 33-40 (texte intégral).